# Scatopsciara cunicularius
Scatopsciara cunicularius är en tvåvingeart som först beskrevs av Franz Lengersdorf 1943.  Scatopsciara cunicularius ingår i släktet Scatopsciara och familjen sorgmyggor.
Artens utbredningsområde är Tyskland. Inga underarter finns listade i Catalogue of Life.